# Tarzan il signore della jungla
Tarzan il signore della jungla (Tarzan, Lord of the Jungle) è una serie animata prodotta da Filmation.

## Trama
Ogni puntata viene introdotta da questa presentazione:
"La giungla. qui sono nato e qui i miei genitori persero la vita che ero ancora in fasce. Sarei morto anch'io se non fossi stato trovato da una scimmia amica di nome Kala. Mi adottò come se fossi stato suo figlio e mi insegnò a vivere nella giungla, imparai subito diventando più forte giorno per giorno. Condivisi la fiducia e l'amicizia di tutti gli animali della giungla. La giungla è ancora bellezza, pericolo e città perdute piene di uomini malvagi. Questo è il mio dominio e io proteggo coloro che entrano qui perché io sono Tarzan, il signore della giungla."

## Personaggi
- Tarzan, rappresentato forse nel modo più fedele, uomo intelligente e con buona padronanza delle lingue, sia umane che animali.
- Kala
- N'kima, la scimmia compagna di Tarzan (lo scimpanzé Cheetah compare solo nei film).
- Tantor, l'elefante
- Jad-bal-ja, il leone

## Episodi

### 1ª stagione
| N° | Titolo italiano                      |
| -- | ------------------------------------ |
| 1  | Tarzan nella città d'oro             |
| 2  | Tarzan e i vichinghi                 |
| 3  | Tarzan e gli uomini gorilla          |
| 4  | Tarzan e la città proibita           |
| 5  | Tarzan e il cimitero degli elefanti  |
| 6  | Tarzan e il ritorno alla città d'oro |
| 7  | Tarzan e gli strani visitatori       |
| 8  | Tarzan e la terra dei giganti        |
| 9  | Tarzan e i crociati di nimar         |
| 10 | Tarzan contro i Robot                |
| 11 | Tarzan e la regina di Nubia          |
| 12 | Tarzan al centro della terra         |
| 13 | Tarzan e il gigante di ghiaccio      |
| 14 | Tarzan e gli schiavi di Olimpus      |
| 15 | Tarzan e l'esperimento "Tarzan"      |
| 16 | Tarzan e l'impero dei Bolmangani     |

### 2ª stagione
| N° | Titolo italiano                            |
| -- | ------------------------------------------ |
| 1  | Tarzan e la città sommersa                 |
| 2  | Tarzan e la tribù alata                    |
| 3  | Tarzan e il Colosso di Zome                |
| 4  | Tarzan e la maschera di ferro              |
| 5  | Tarzan e la principessa amazzone           |
| 6  | Tarzan e il tesoro della città di ghiaccio |

### 3ª stagione
| N° | Titolo italiano                      |
| -- | ------------------------------------ |
| 1  | Tarzan e il popolo dei ragni         |
| 2  | Tarzan e il dio dello spazio         |
| 3  | Tarzan e il mondo perduto            |
| 4  | Tarzan e il dio scimmia              |
| 5  | Tarzan e i fantasmi della foresta    |
| 6  | Tarzan e l'isola dell Dottor Morphos |

### 4ª stagione
| N° | Titolo italiano               |
| -- | ----------------------------- |
| 1  | Tarzan e il Sifù di Tao Cing  |
| 2  | Tarzan e l'incontro con Jane  |
| 3  | Tarzan e la città sotterranea |
| 4  |                               |
| 5  |                               |
| 6  | Tarzan e il futuro Rè         |
| 7  | Tarzan e le cacciatrici       |
| 8  | Tarzan e gli elefanti bianchi |